# Siemień-Kolonia
Pour les articles homonymes, voir Działyń.
Siemień-Kolonia (prononciation [ˈɕɛmjɛɲ kɔˈlɔɲa]) est un village de la gmina de Siemień du powiat de Parczew dans la voïvodie de Lublin, situé dans l'est de la Pologne.
Il se situe à environ 7 kilomètres à l'ouest de Parczew (siège du powiat) et 45 kilomètres au nord de Lublin (capitale de la voïvodie).

## Histoire
De 1975 à 1998, le village est attaché administrativement à l'ancienne Voïvodie de Biała Podlaska.

Depuis 1999, il fait partie de la nouvelle voïvodie de Lublin.